# Rikfruktig rosettlav
Rikfruktig rosettlav (Physcia phaea) är en lavart som först beskrevs av Edward Tuckerman, och fick sitt nu gällande namn av J. W. Thomson. Rikfruktig rosettlav ingår i släktet Physcia och familjen Physciaceae.  Arten är reproducerande i Sverige. Inga underarter finns listade i Catalogue of Life.